# مايك براون (مقاتل)
مايك براون (بالإنجليزية: Mike Brown؛ مواليد 8 سبتمبر 1975) هو مُقاتل فنون قتالية مختلطة أمريكي سابق.

## وصلات خارجية
- مايكل براون على موقع شيردوغ (الإنجليزية)
- مايكل براون على موقع IMDb (الإنجليزية)
- مايكل براون على موقع قاعدة بيانات الفيلم (الإنجليزية)